# Comuna Popovača, Sisak-Moslavina
Popovača este o comună în cantonul Sisak-Moslavina, Croația, având o populație de 11.905 locuitori (2011).

## Demografie
Componența etnică a comunei Popovača
     Croați (95,69%)
     Romi (1,57%)
     Necunoscut (0,24%)
     Neclasificat (2,22%)
Componența confesională a comunei Popovača
     Catolici (95,62%)
     Fără religie și atei (1,34%)
     Necunoscută (1,13%)
     Alte religii (1,92%)
Conform recensământului din 2011, comuna Popovača avea 11.905 locuitori. Din punct de vedere etnic, majoritatea locuitorilor (95,69%) erau croați, cu o minoritate de romi (1,57%). Apartenența etnică nu este cunoscută în cazul a 0,24% din locuitori. Din punct de vedere confesional, majoritatea locuitorilor (95,62%) erau catolici, cu o minoritate de persoane fără religie și atei (1,34%). Pentru 1,13% din locuitori nu este cunoscută apartenența confesională.